# 短冠草属
短冠草属（学名：Sopubia）是玄参科下的一个属，为直立草本植物。该属共有20种，分布于东半球热带地区。